# Mito del progreso
El mito del progreso es la teoría que refuta la idea de que toda la sociedad humana, o alguna parte de ella, ha experimentado una evolución normativa en una dirección positiva hasta el presente o que seguirá haciéndolo en el futuro. Según esta teoría, un ejemplo del mito del progreso sería en el contexto de la ciencia, en la que se considera parte del cientificismo. El mito del progreso ha sido estudiado bajo perspectivas diferentes. Una de ellas es la psicológica, que atribuye a motivos subconscientes ciertas creencias en el progreso como forma de suplantar a los mayores mitos típicamente basados en la religión.[cita requerida]
Para Montague David Eder (1932) los adelantos científicos, políticos y tecnológicos de la civilización conducen a un mayor descontento y la pérdida del control en el medio ambiente. Según este autor: 

"El mito del progreso afirma que la civilización se ha movido, se mueve y se moverá en una dirección deseable. El progreso es inevitable... Filósofos, hombres de ciencia y los políticos han aceptado la idea de la inevitabilidad del progreso”

Para el sociólogo P. A. Sorokin (citado en Fay, 1947, pp. 231–246) los antiguos chinos, babilonios, hindúes, griegos, romanos y la mayoría de los pensadores medievales que apoyaban las teorías de movimientos rítmicos, cíclicos o sin tendencia definida de los procesos sociales, estaban mucho más apegados a la realidad que los defensores actuales de la perspectiva lineal. Asimismo, Popper (1957) señalaba las deficiencias de la idea del progreso como una explicación científica de los fenómenos sociales. Mientras tanto, Iggers (1965, pp. 1-17) argumentaba que el gran fracaso de los profetas del progreso se debe a que estos subestiman el alcance destructivo del hombre y la irracionalidad. El fracaso de los críticos de la idea de progreso, añade, se habría producido a partir de una mala interpretación del papel de la racionalidad y la moral en el comportamiento humano.
En la actualidad, el autoproclamado autor neoludista, Kirkpatrick Sale, ha escrito sobre la idea del progreso como un mito, en un ensayo titulado Cinco facetas de un mito.